# فيتور ساو بينتو
فيتور ساو بينتو هو لاعب كرة قدم برتغالي في مركز حراسة المرمى، ولد في 9 أغسطس 1992 في بارسيلوس في البرتغال. لعب مع نادي فارزيم ونادي فارنزي.

## وصلات خارجية
- فيتور ساو بينتو على موقع قاعدة بيانات كرة القدم.إي يو (الإنجليزية)
- فيتور ساو بينتو على موقع Soccerway.com (الإنجليزية)
- فيتور ساو بينتو على موقع AS.com (الإسبانية)